# Breitbrunn am Ammersee

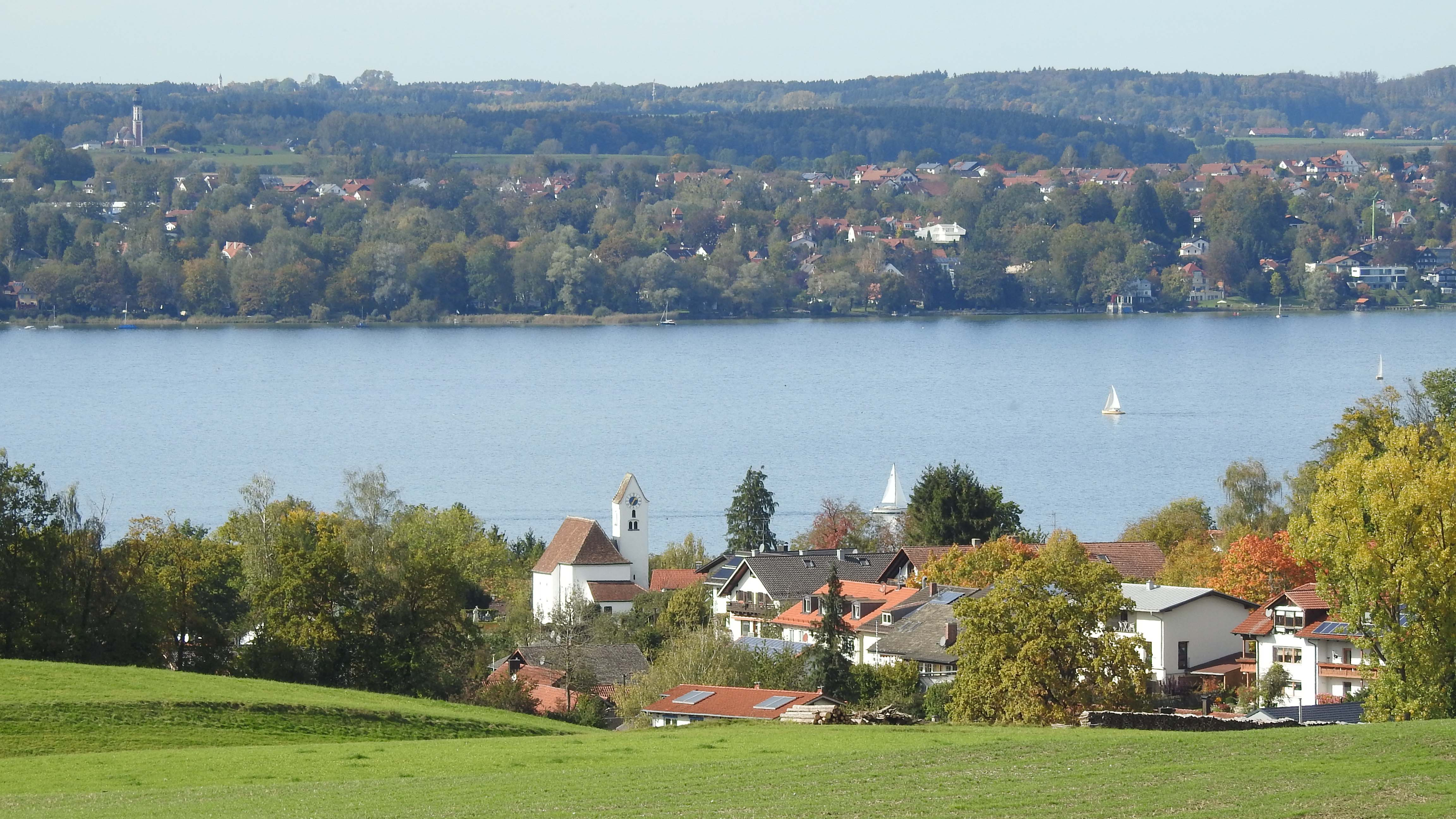
Breitbrunn am Ammersee von Osten, im Hintergrund Hechenwang und Schondorf a. A.

Breitbrunn am Ammersee (amtlich Breitbrunn a.Ammersee) ist ein Gemeindeteil von Herrsching am Ammersee im oberbayerischen Landkreis Starnberg.
Das Kirchdorf, ein ehemaliges Fischerdorf, liegt an der Ostseite des Ammersees. Es hat eine eigene Schiffsanlegestelle und eine große Badewiese mit freiem Zugang zum Ammersee.
Durch den Ort verläuft die Staatsstraße 2067.

## Geschichte
Das Dorf Breitbrunn wurde im 11. Jahrhundert erstmals als Außenstelle des Augustiner Chorherrenstifts in Dießen erwähnt. 1978 wurde die bis dahin selbständige Gemeinde Breitbrunn, bestehend aus dem Hauptort und den Ortsteilen Ellwang und Wasach, im Zuge der Gemeindegebietsreform nach Herrsching eingemeindet.

## Sehenswürdigkeiten
In der Liste der Baudenkmäler in Herrsching am Ammersee sind für Breitbrunn sieben Baudenkmäler aufgeführt:
- Die alte katholische Pfarrkirche St. Johannes der Täufer (Kirchstraße 9) stammt im Kern wohl aus dem 13. Jahrhundert, während das Langhaus wohl im 16. Jahrhundert errichtet wurde. Der Friedhof um die Kirche ist von einer Umfassungsmauer umgeben. Der rechteckige Grundriss des Chores stammt aus der Bauphase im 12. und 13. Jahrhundert, wobei diese zu den in einer Urkunde von 1268 genannten „Ecclesia Braitenbrun“ gehören sollen. Der Hochaltar mit dem Patron der Kirche St. Johannes Baptist wurde um 1760/70 geschaffen. Die beiden Seitenaltäre – rechts Gottesmutter mit dem Kind und St. Stephanus links – wurden 1762 der Gemeinde Entraching abgekauft und neu aufgestellt. Manche Figuren stammen aus der Werkstatt des Landsberger Bildhauers Lorenz Luidl.
- Die Waldkapelle (Standort Winkel) ist ein kleiner Satteldachbau mit Dachreiter. Der neugotische Bau ist bezeichnet 1846.
- Der gemauerte Bildstock (an der Einmündung des Winkelweges in die St 2067) stammt aus dem Jahr 1947.
- Das Taglöhnerhaus (Hauptstraße 12) stammt aus der zweiten Hälfte des 18. Jahrhunderts. Es hat einen verbretterten Giebel und ist mit einem Flachsatteldach ausgestattet. Das Obergeschoss ist wohl ein Blockbau.
- Die um 1910 im Reformstil erbaute Villa (Kirchstraße 18/Münchener Straße) ist mit reich gestalteten Dächern und Gauben, mit Altanen, Erkern und Stuckreliefs ausgestattet. An der Westseite befindet sich eine Garteneinfriedung.
- Das Wohnhaus (Münchner Straße 15) stammt aus der Mitte des 19. Jahrhunderts. Der kleine erdgeschossige Satteldachbau ist im Stil biedermeierlich.
- Das Landhaus (Seestraße 24) ist ein zweigeschossiger Holzblockbau mit Walmdach, Zwerchhaus und Polygonerker. Es wurde von Michael Bauer und Erwin Bauer im Jahr 1919 errichtet.

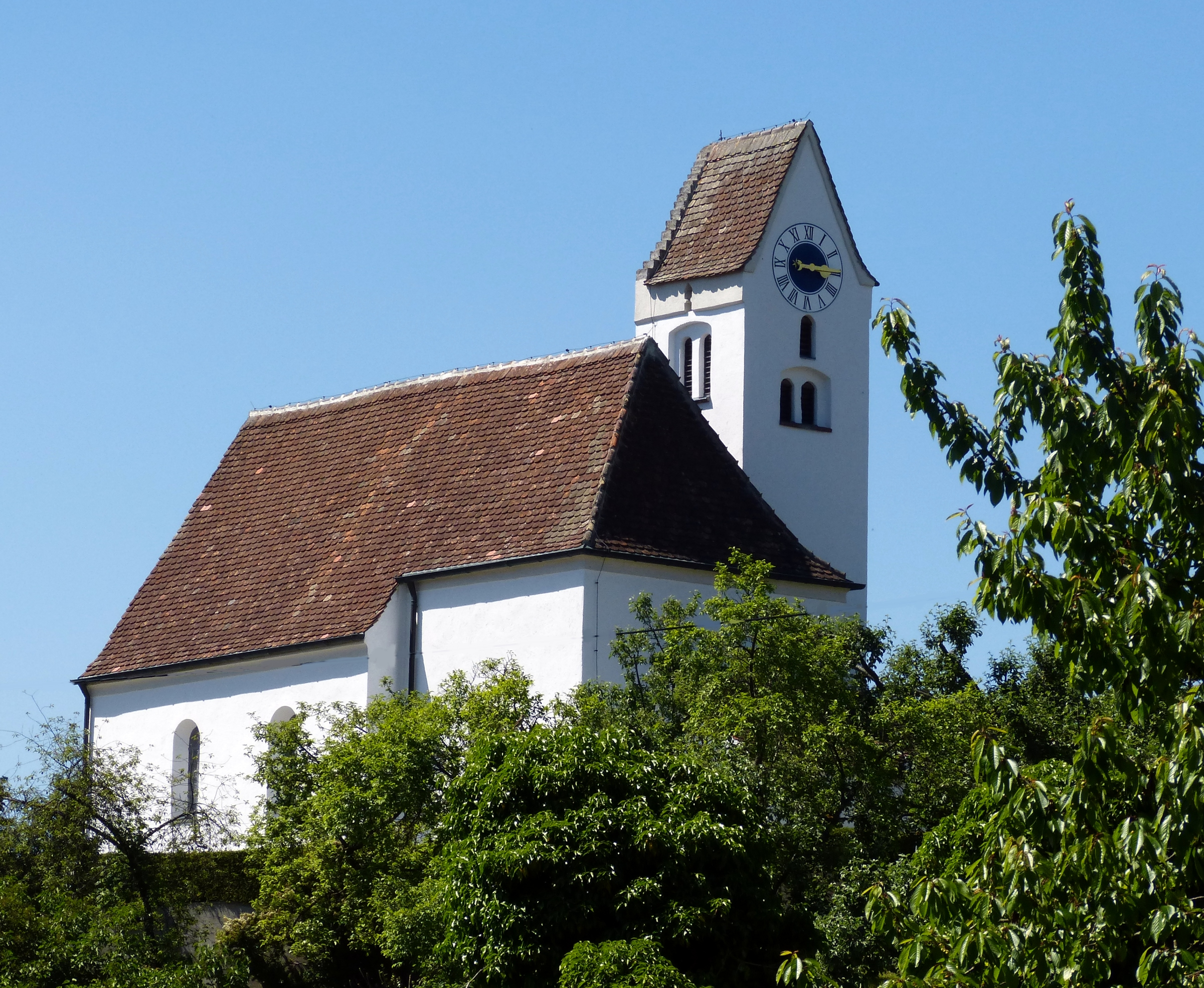
Kirche St. Johannes der Täufer
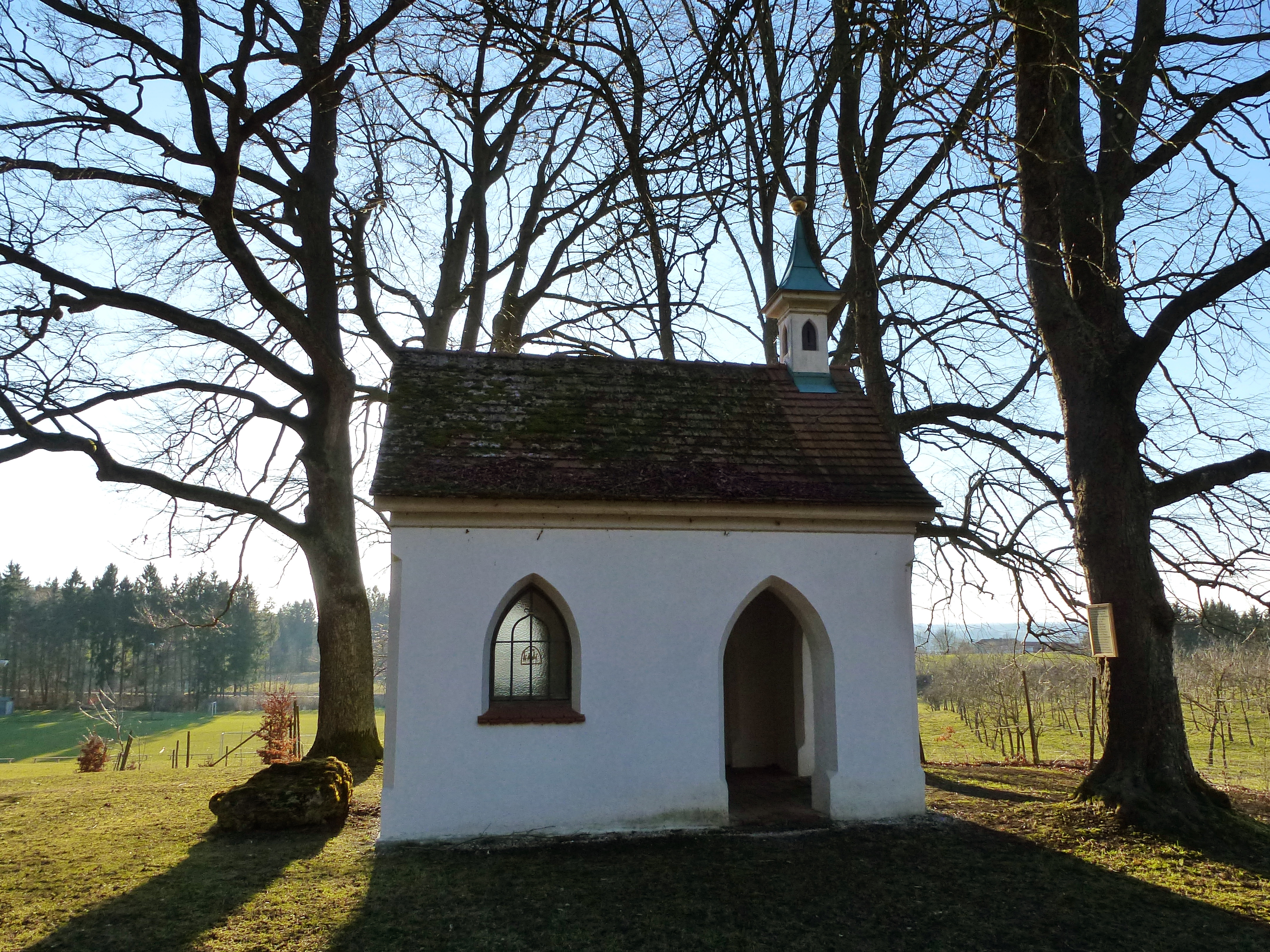
Waldkapelle (Standort Winkel)
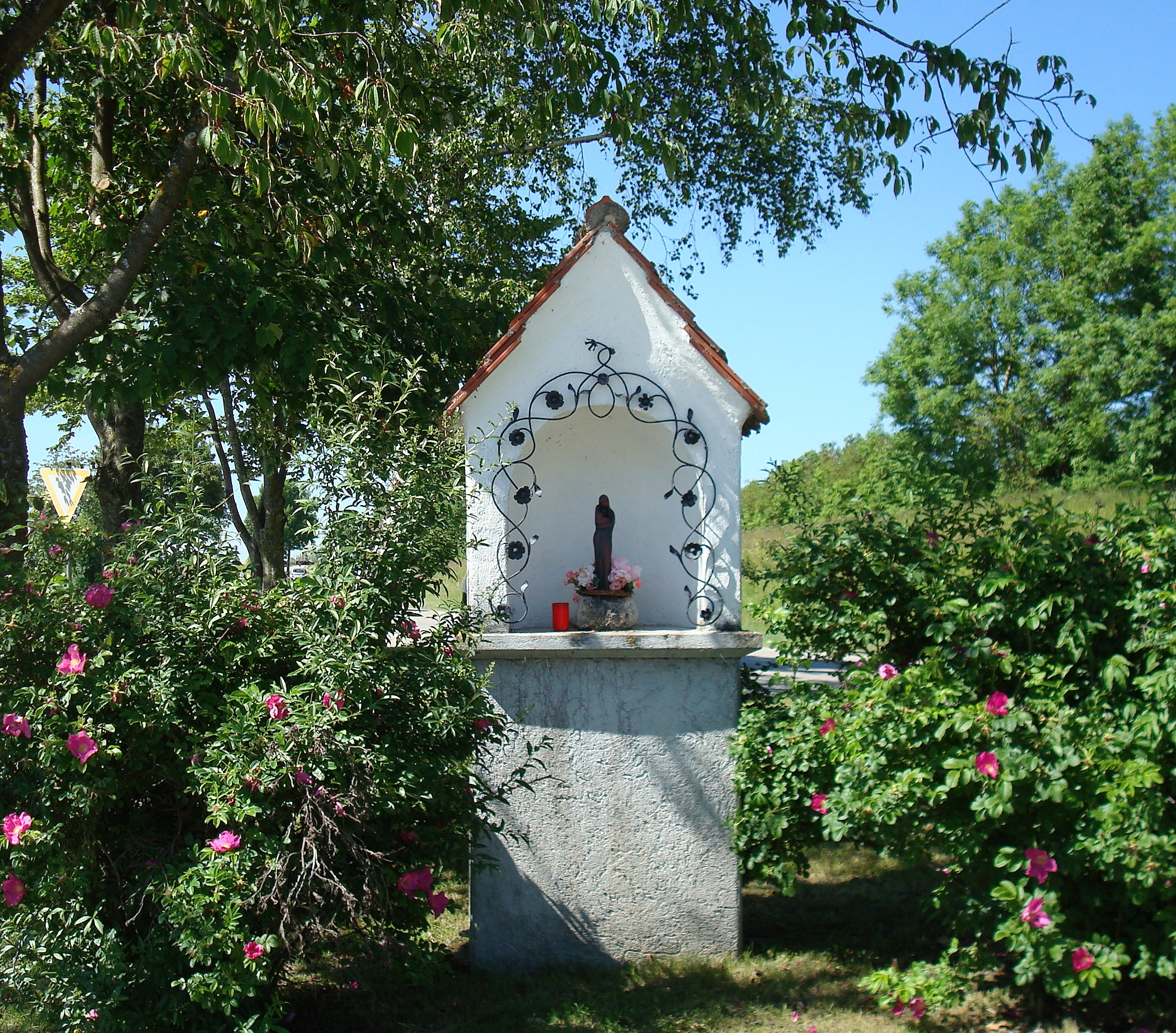
Bildstock (1947)
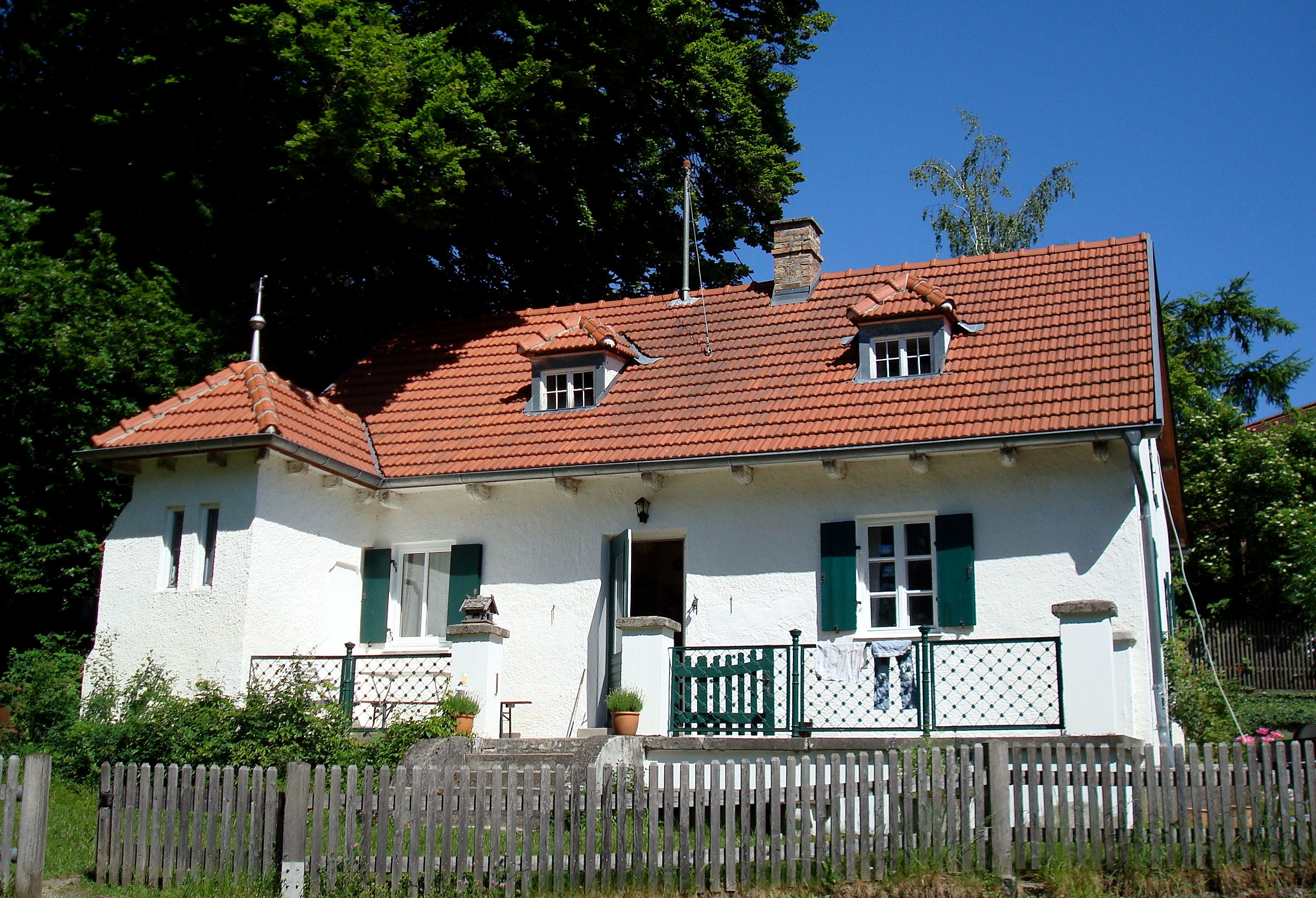
Wohnhaus Münchner Straße 15